# Пиккель, Каспар Клеменс

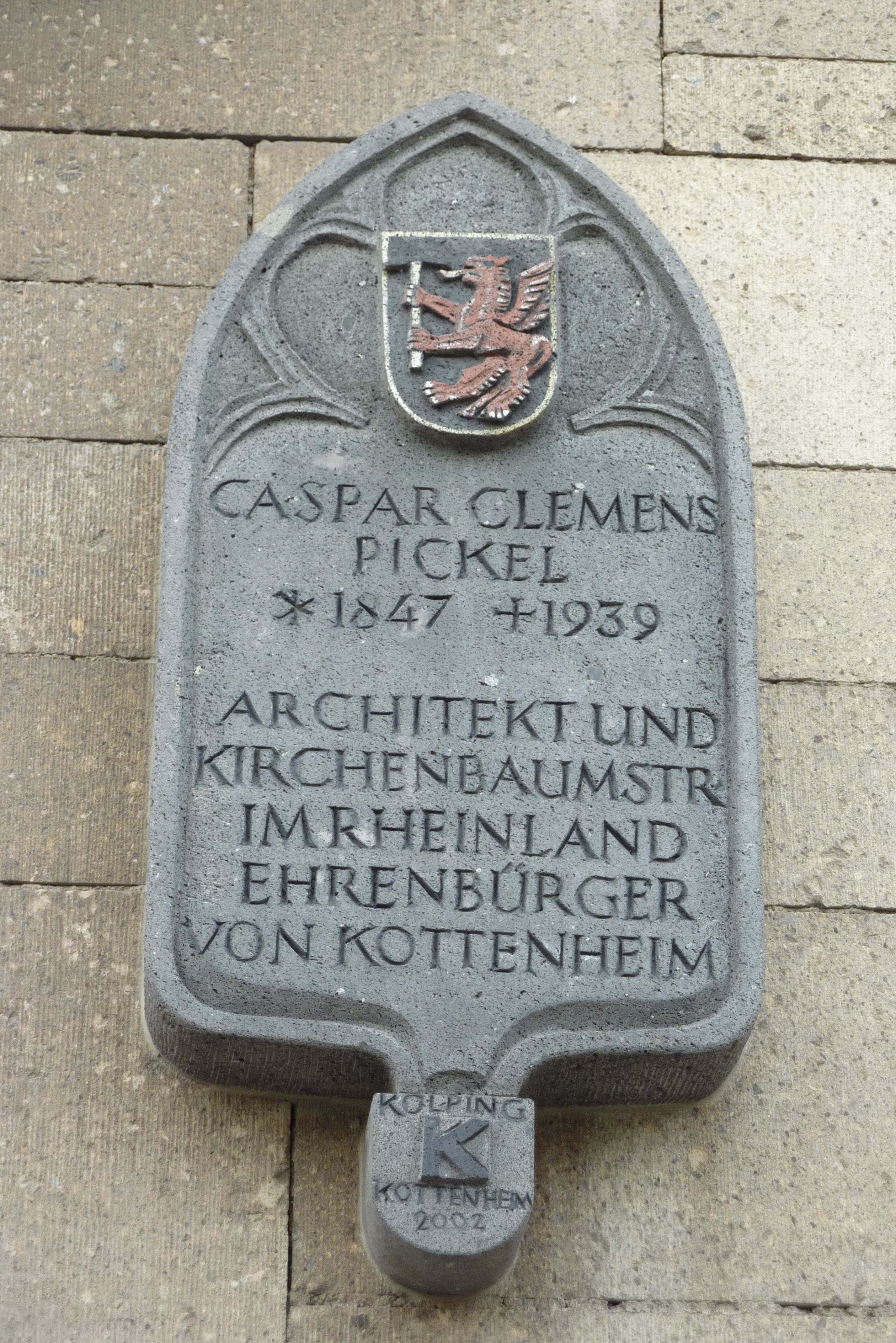
Памятная доска в Коттенхайме

Каспар Клеменс Пиккель (нем. Caspar Clemens Pickel, 8 апреля 1847 в Коттенхайме у Maйена — 7 ноября 1939 в Дюссельдорфе) — немецкий архитектор, специализировавшийся на проектировании и сооружении католических церковных зданий на западе Германии.

## Биография
Родителями Каспара Клеменса Пиккеля были Каспар Пиккель (владелец карьера по добыче базальта и одновременно председатель католической общины в Коттенхайме) и мать Катарина Пиккель, урожденная Долль. Закончив обучение в ремесленном училище Кобленца (1861—1864), он поступил в 1865 году в Берлинскую академию архитектуры. В 1867 году принимается на должность сотрудника частного архитектурного бюро Августа Ринклаке в Дюссельдорфе. С 1870 года по 1876 год Пиккель живёт и работает в Эссене, где руководит постройкой нескольких объектов, сооружавшихся по проектам Ринклакена. В 1876 Пиккель принимает Дюссельдорфское бюро Ринклакена (который переехал в Брауншвейг), где проявляет себя как талантливый архитектор и успешный руководитель.
За особые заслуги перед родиной Пиккель удостаивается звания почётного гражданина Коттенхайма. Кроме того, специальным указом прусского короля ему была присвоено звание советника по вопросам строительства с вручением ордена Красного орла 4-го класса. Папа Римский наградил Пиккеля орденом Святого Сильвестра. Пиккель являлся членом дюссельдорфского общества деятелей искусства (Малькастен) и Союза Архитекторов Германии (BDA).

## Архитектурные объекты

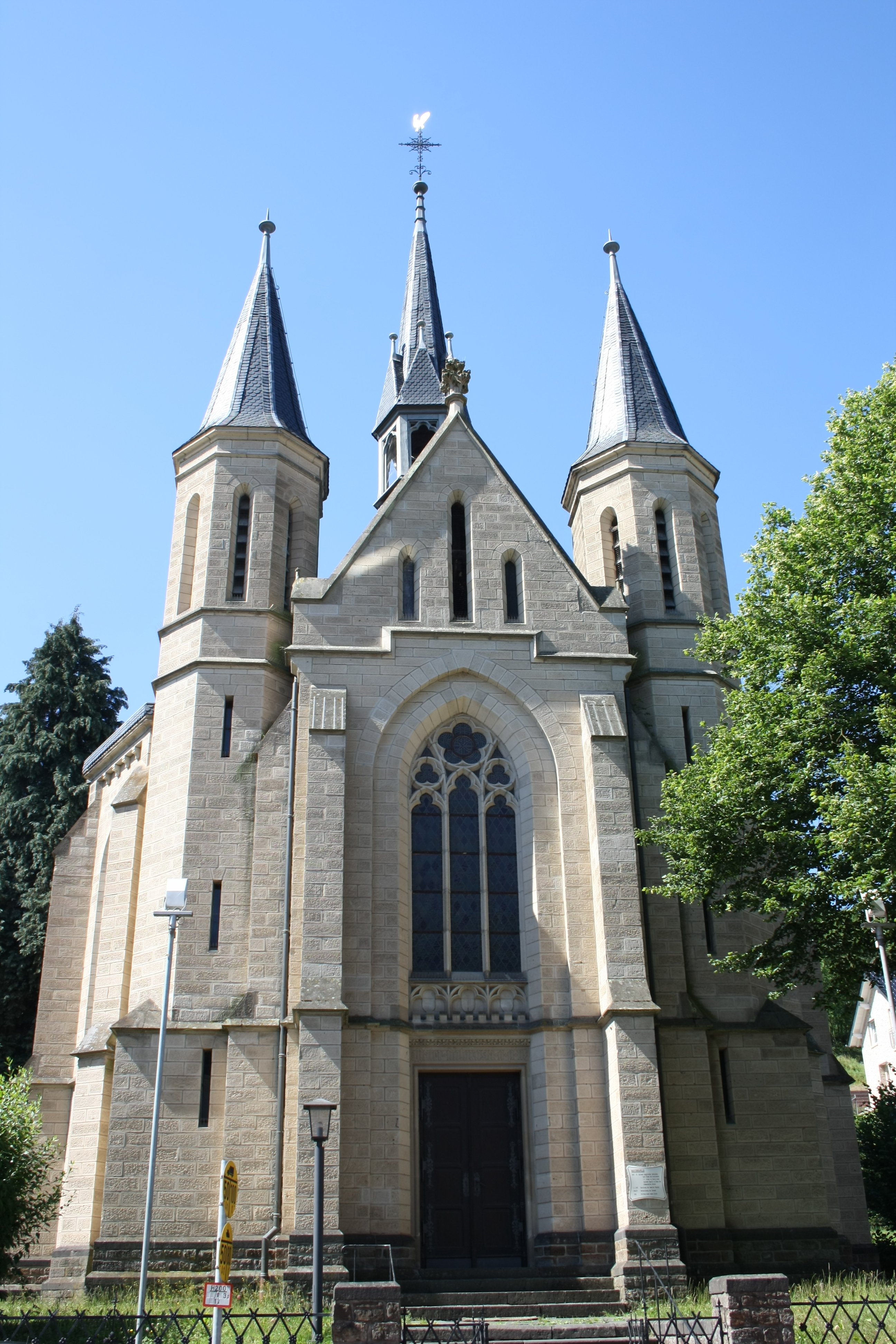
Часовня Девы Марии в Аденау

- 1881—1883: католическая приходская церковь Святого Павлина (Трирского) в Веллинге (памятник архитектуры под защитой закона).
- 1883—1886: перестройка католической приходской церкви Святого Георгия Победоносца в Амерне (Швальмталь) (совместный проект с Августом Ринклаке).
- 1887—1898: католическая приходская церковь Святого Иосифа в Крефельде.
- 1888—1890: католическая церковь Успения Богородицы в Мюльхайме-Керлихе.
- 1888—1890: католическая приходская церковь Святой великомученицы Варвары в Вайберне.
- 1888—1891: католическая приходская церковь Святого Иоанна Крестителя в Броле-Лютцинге.
- 1890—1892: католическая церковь Успения Богородицы в Дюссельдорфе-Флингерне.[1]
- 1891—1896: Новая церковь Святого Гериберта в Кёльне-Дойце.
- 1892—1895: католическая приходская церковь Святой Девы Марии в Хагене.
- 1893—1895: католическая часовня Девы Марии (филиал-церковь) в Аденау (памятник архитектуры под защитой закона).
- 1894: католическая часовня Святой Девы Марии в Деденбахе.
- 1895—1898: католическая приходская церковь Святого Апостола Петра в Дюссельдорфе.[1]
- 1896: католическая церковь Святого Дионисия в Рингене, Графшафт.
- около 1900: часовня в католической клинике Святой Елизаветы в Бохуме.[2]
- 1900—1902: перестройка (расширение) католической церкви Пресвятой Троицы в Вайсентурме.
- 1900—1903: католическая церковь Пресвятой Богородицы монастыря капуцинов в Оберхаузене-Штеркраде.
- 1900—1903: католическая приходская церковь Святого Иоанна (Яна) Непомуцкого в Криппе (Ремаген).
- 1902—1904: здание монастыря доминиканцев в Кёльне.
- 1903—1904: католическая приходская церковь Святого Иосифа (Обручника) в Бушхаузене (Оберхаузен).
- 1904: перестройка (расширение) католической приходской церкви Святого Николая в Коттенхайме.[3]
- 1904: католическая приходская церковь Святых Петра и Павла в Краненбурге (Нижний Рейн.
- 1904—1906: церковь бывшего монастыря Святой Анны в Ремагене.
- 1906—1907: католическая монастырская церковь и монастырь Святого Диминика в Даттельне-Меккингхофене.
- 1905—1907: католическая церковь Сердца Христова в Оберхаузене-Штеркраде.
- 1908: католическая приходская церковь Святого Ламберта в Кирхдауне (Бад-Нойенар-Арвайлер).
- 1909—1911: перестройка и расширение католической приходской церкви Святого Петра в Бюдерихе (Везель).
- 1909—1912: бывший больничный корпус католической блаженной Марии Терезы Хаце (Терезиен-госпиталь) на улице Альтештадт (Дюселльдорф).
- 1910: католическая (доминиканская) церковь Святой Марии-Победительницы в Берлине (здание разрушено в 1929 году при строительстве метро (необратимое проседание грунта).
- 1910—1915: расширение католической приходской церкви Святой Елены в Райндалене (Мёнхенгладбах).
- 1911—1912: католическая приходская церковь Сердца Христова в Майене.
- 1911—1915: расширение католической приходской церкви Святого Николая в Кёнигсфельде (строительство заканчивал архитектор Петер Маркс).
- 1914—1915: расширение католической приходской церкви Святого Михаила в Верингхаузене (Хаген).